# August von Orth
August Moritz Benjamin von Orth (* 5. Februar 1748; † 9. November 1807) war ein deutscher Kaufmann in Heilbronn. Er gehörte zu den treibenden Kräften im Vorfeld der Industrialisierung der Stadt, profitierte im Ersten Koalitionskrieg, während dessen er sich auch politisch und diplomatisch engagierte, vom Tuchhandel und wurde 1804 von Kaiser Franz II. in den Reichsadel erhoben.

## Leben
Orth war der vierte Sohn des Heilbronner Bürgermeisters Georg Heinrich Orth (1698–1769) und der Dorothea Catharina Maria Andler. Die Patrizierfamilie Orth war sehr vermögend, sie stellte mehrere Bürgermeister der Stadt Heilbronn und brachte seit dem 15. Jahrhundert immer wieder bedeutende Kaufleute hervor.
August war spätestens seit 1770 gemeinsam mit einem Kaufmann Speidel unternehmerisch tätig. 1777 gründete er mit Johann Nikolaus Scheuermann aus Heilbronn die Firma Orth & Scheuermann, die später August Orth & Co. hieß. Gemeinsam mit dem Kaufmann Friedrich August Kinkel, der wohl Teilhaber von Orth & Co. wurde und das elterliche Speditionsgeschäft in die Firma einbrachte, pachtete die Firma 1785 vom Heilbronner Katharinenspital die Neckarinsel Spitalgrün, wo sie eine Tuchbleiche betrieb. Außerdem wurden eine Baumwollspinnerei mit englischen Maschinen, eine Tabakfabrik und wohl ab 1809 auch eine Ölmühle betrieben. 
Das Unternehmen profitierte insbesondere vom Ersten Koalitionskrieg, während dessen man Stoffe an das Militär lieferte, wodurch das gemeinsame Vermögen von Orth und Teilhaber Scheuermann von 21.000 Gulden im Jahr 1790 auf 155.000 Gulden im Jahr 1799 anstieg. 1796 übernahm Orth & Co. außerdem das Salzspeditionsgeschäft von Günzburg nach Mannheim. Im selben Jahr wurden darüber hinaus auch geheime Geschäfte mit der württembergischen Kriegs-Prästations-Deputation getätigt. Im Herbst 1796 war das Unternehmen in der Lage, der Stadt Heilbronn 22.000 Gulden vorzustrecken.
1795 bewarb sich Orth als Nachfolger seines verstorbenen Bruders, des Bürgermeisters Heinrich Karl Philibert Orth (1733–1795), erfolglos um eine Senatorenstelle in Heilbronn, als Kaufmann wurde er jedoch nicht in den zu jener Zeit nur noch aus Akademikern bestehenden Rat aufgenommen.
Als es sich im Vorfeld des Reichsdeputationshauptschlusses abzeichnete, dass die Reichsstädte ihre Unabhängigkeit verlieren und den Flächenterritorien zugeschlagen werden könnten, zählte August Orth neben dem Kaufmann August Schreiber (der 1830 eine Nichte Orths heiratete) zu der Heilbronner Delegation, die beim Rastatter Kongress 1798 bei den Franzosen für die Erhaltung der Reichsfreiheit warb.
Im Zweiten Koalitionskrieg wurde August Orth 1799 zweimal mit Verwandten von den Franzosen aus Heilbronn verschleppt, um Kontributionen von der Stadt zu erpressen. Die Stadt belegte zum Ausgleich die Bürgerschaft mit einer Strafsteuer in Höhe von insgesamt rund 90.000 Gulden, von denen auf das Orthsche und zwei weitere Heilbronner Handelshäuser rund ein Fünftel der Summe entfielen.
Nach dem Übergang der Reichsstadt Heilbronn an Württemberg führte August Orth 1803 das berittene Bürgerkorps an, das Kurfürst Friedrich von Württemberg zur Huldigungsfeier empfing. In der Folgezeit gehörte Orth zweimal diplomatischen Missionen an, die zwischen der Stadt und dem württembergischen Herrscher verhandelten.
Am 13. April 1804 wurde Orth von Kaiser Franz II. in den Reichsadel erhoben. Im selben Jahr bezeichnete ihn die Geographie und Statistik Württembergs als einen der tätigsten und aufgeklärtesten Kaufleute Heilbronns.
Orth starb am 9. November 1807. Von seinen Nachkommen hatten zwei innerhalb der eigenen Familie nahe Angehörige geheiratet. Sein Unternehmen wurde von seinen Söhnen Heinrich (1786–1851) und Ludwig von Orth (1792–1850) sowie von deren Schwager Alexander Orth (1774–1844) fortgeführt. Das Unternehmen brach 1830 infolge von zu großen Spekulationen zusammen. Das Restvermögen wurde von dem Heilbronner Kaufmann Bläß übernommen, der mit einer Orth-Tochter verheiratet war. Er begründete damit eine bedeutende Bleiweiß- und Bleich-Fabrik im Bläß’schen Palais. Das Spitalgrün und die einstigen Standorte der weiteren Orth'schen Fabriken entwickelten sich in der Folgezeit zu den Zentren der Industrialisierung Heilbronns.

## Familie
Orth heiratete 1779 Christiane Ferdinande von Linkersdorf und hatte mit dieser drei Söhne und drei Töchter:
- Ferdinand von Orth (* 1783), starb bei der Auswanderung nach Nordamerika
- Heinrich von Orth (1786–1851), Kaufmann oo Ernestine Orth
- Ludwig von Orth (1792–1850) oo Friederike Schreiber
- Luise von Orth oo Alexander Orth (1774–1844)
- Sofie von Orth oo Philipp Röder, Tabakfabrikant
- Charlotte von Orth oo Paul Roth, Oberregierungsrat in Ulm